# Blaukrabbe
Die Blaukrabbe oder Blaue Schwimmkrabbe (Callinectes sapidus) gehört zur Gattung Callinectes in der Familie der Schwimmkrabben (Portunidae). Sie ist im westlichen Atlantik heimisch, im 20. Jahrhundert aber in europäische Gewässer eingeschleppt worden. Die wissenschaftliche Bezeichnung setzt sich aus altgriechisch κάλλος kállos „schön“, νήκτης nḗktēs „Schwimmer“ und lat. sapidus „schmackhaft“ zusammen.

## Merkmale

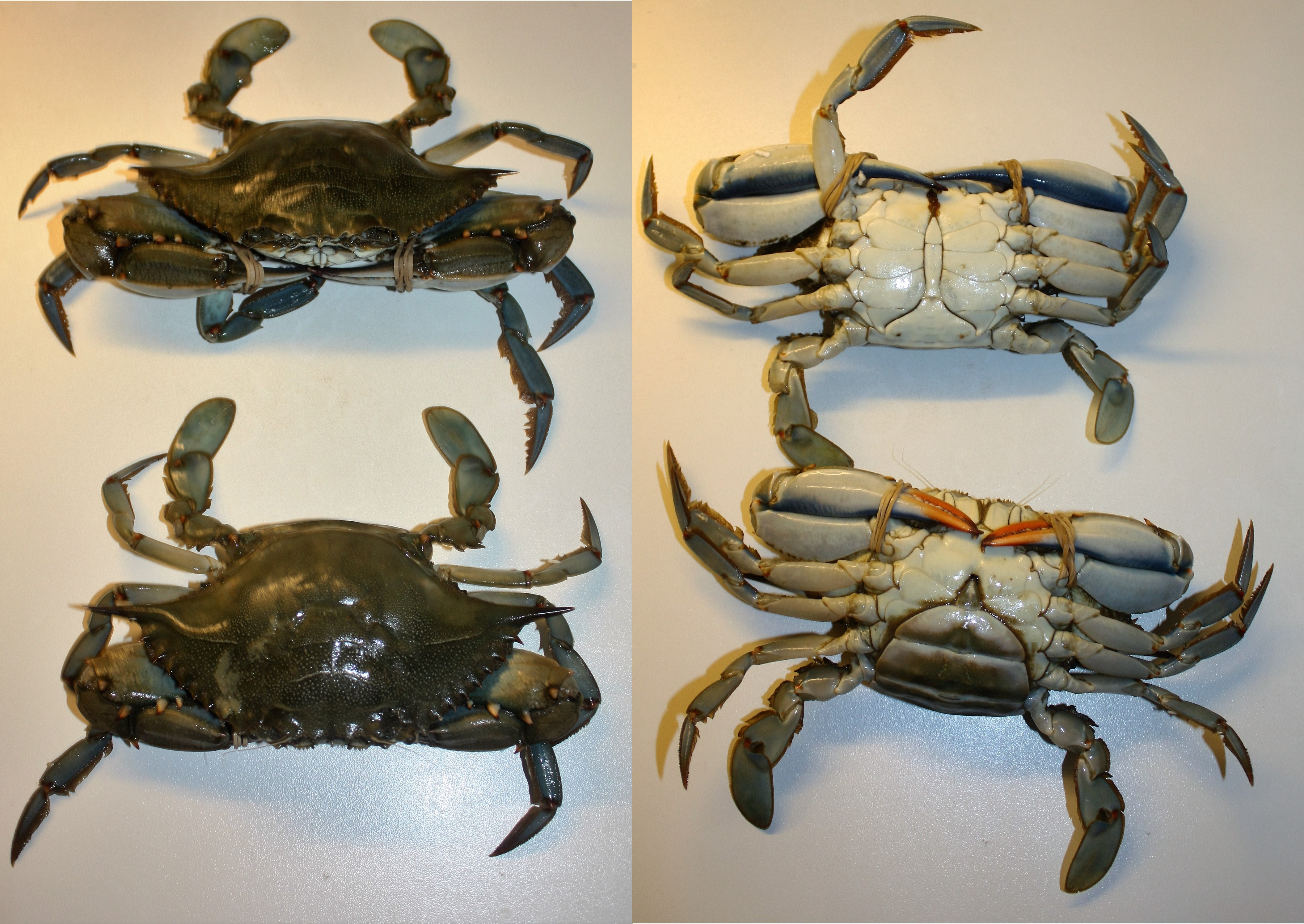
Männchen (oben) und Weibchen im Vergleich

Der Carapax (Rückenpanzer) der Blaukrabbe wird zwischen 17,8 und 20 Zentimeter breit und etwa 7,5 bis 10,2 Zentimeter lang. Männchen werden größer als Weibchen. Das Gewicht adulter Tiere liegt zwischen 0,45 und 0,90 Kilogramm. Der Rückenpanzer weist eine dunkelbraune, gräuliche, grünliche oder bläulich-grüne Färbung auf und besitzt auf jeder Seite orangefarbene Stacheln oder Dornen mit einer Breite von bis zu 8 Zentimetern. Die unteren Beine und das Abdomen sind weißlich gefärbt.
Die Scheren weisen je nach Geschlecht unterschiedliche Farbschattierungen auf. Die Scherenspitzen der Männchen sind bläulich und die der Weibchen rötlich gefärbt. Die Geschlechter können auch anhand der Bauchklappe oder Schürze unterschieden werden. Unter der Bauchklappe sind bei beiden Geschlechtern die Geschlechtsorgane verborgen. Beim Männchen ist die Klappe (Pleon) unter dem Bauch nicht zum Eiertragen geeignet und deshalb schmäler und hat die Form eines umgekehrten T.
Die Blaukrabbe besitzt wie alle Zehnfußkrebse fünf Beinpaare. Das vorderste Beinpaar wurde im Lauf der Evolution zu zwei kräftigen Scheren umgebildet. Die beiden Scheren sind unterschiedlich groß. Die größere Schere dient zum Aufbrechen von Beutetieren während mit der kleineren Schere die Nahrung zum Maul befördert wird. Das fünfte Beinpaar ist wie ein Paddel geformt und dient dem Schwimmen. Blaukrabben sind wie viele Zehnfußkrebse zur Autotomie fähig. Verlorene Gliedmaßen kann die Blaukrabbe regenerieren.
Die kurz gestielten Facettenaugen liegen direkt unter dem vorderen Rand des Carapax am Kopf. Zwischen den Augen befinden sich zwei kurze und dünne Fühler.
Ihren Trivialnamen verdankt diese Art der blauen Färbung der Beine, die auch weiße Flecken aufweisen können.

## Lebensweise

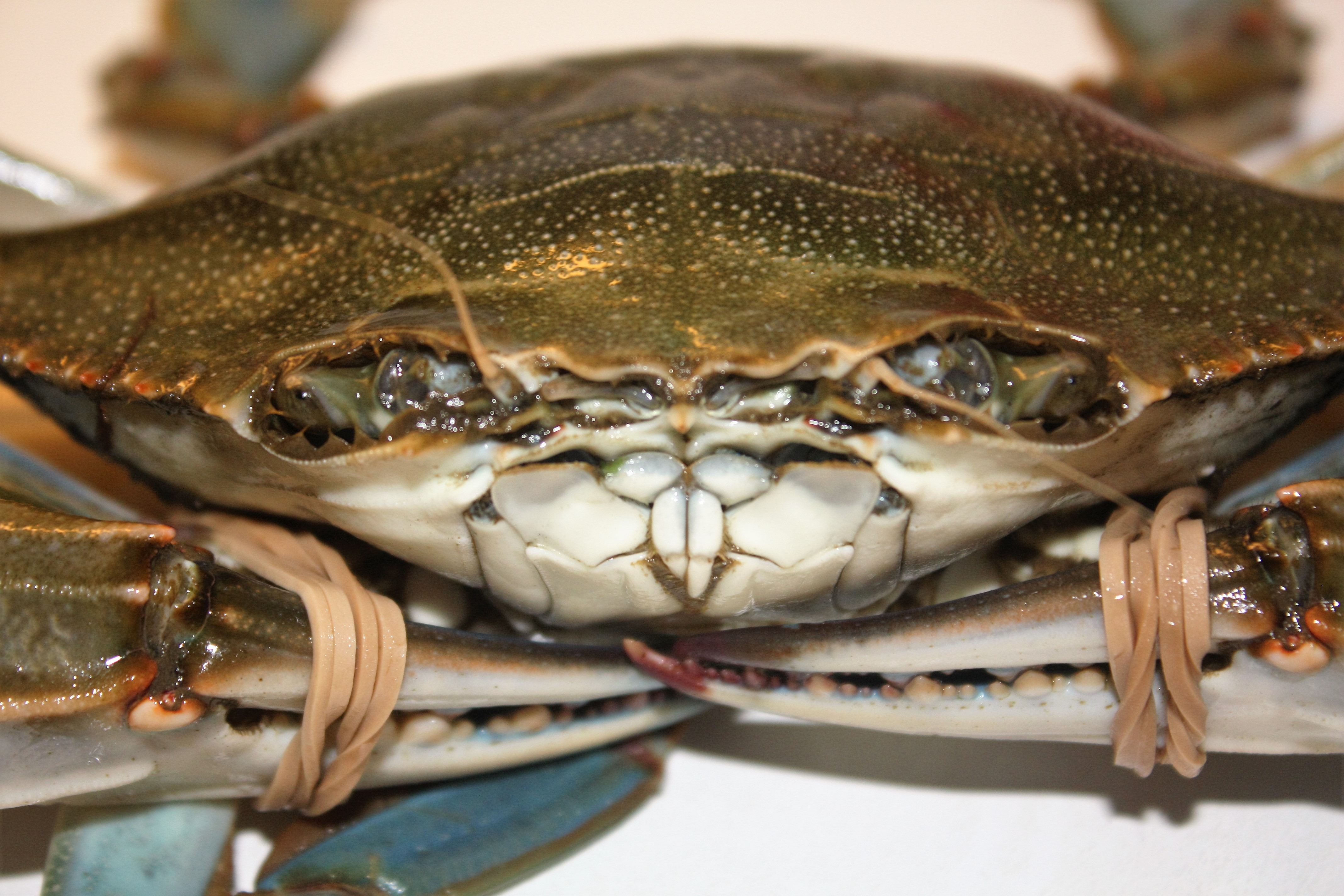
Porträt

Die Blaukrabbe lebt überwiegend in Mündungsgebieten von Flüssen und in flachen Küstengewässern bis in eine Tiefe von etwa 36 Metern, im Winter auch tiefer. Sie bevorzugt schlammige und sandige Böden. Die Krabbe gräbt sich im Schlamm ein oder versteckt sich in Seegräsern, um so ihrer Beute aufzulauern oder sich vor Feinden zu schützen. Sie ist gegenüber anderen Arten relativ aggressiv. Die Jungtiere benötigen eine Wassertemperatur von 15 bis 30 Grad Celsius. Die adulten Tiere können Wassertemperaturen von bis zu 10 Grad Celsius ertragen. Die Larven reagieren, im Gegensatz zu Jungtieren und adulten Tieren, empfindlich auf mittlere Salzkonzentrationen im Wasser, die unter 20 PSU liegen. Nach der Paarung kehren die Weibchen in die flachen salzigen Küstengewässer zurück, während die Männchen sich in Flussmündungen aufhalten. Eine Blaukrabbe wird rund zwei bis vier Jahre alt.
Trotz der weiten Verbreitung, reagiert die Blaukrabbe empfindlich auf wasserverunreinigende Stoffe von Bauernhöfen, Kläranlagen und Chemikalien, welche in die Gewässer kommen, da diese Schadstoffe einen niedrigen Sauerstoffgehalt verursachen, unter dem sie sehr zu leiden hat.

### Ernährung
Die Blaukrabbe konkurriert mit anderen Krebstieren (Crustacea) bei der Nahrungssuche und -aufnahme. Sie ist ein Allesfresser. Ihr Nahrungsspektrum umfasst dünnschalige Muscheln (Bivalvia) wie z. B. Miesmuscheln (Mytilidae), junge Krebstiere, Fische, Würmer, Tintenfische sowie Pflanzen. Sie scheut aber auch nicht vor verwesendem Aas zurück. Bei Nahrungsknappheit neigt sie zu Kannibalismus.

### Fressfeinde
Zu den natürlichen Feinden zählen in den ursprünglichen Heimatregionen der Rote Umberfisch (Sciaenops ocellatus), der Atlantische Umberfisch (Micropogonias undulatus), die Amerikanische Silbermöwe (Larus argentatus smithsonianus), verschiedene Reiher-Arten (Ardeidae) sowie Meeresschildkröten (Cheloniidae).

## Parasiten
Wichtiger Parasit der Blaukrabbe ist Hematodinium perezi, ein Dinoflagellat. Auch die zu den Microsporidia gehörende Ameson michaelis und die Amöbe Paramoeba perniciosa können zu hoher Mortalität führen. Der im Nervengewebe parasitierende Saugwurm Microphallus basodactylophallus und andere Microphallus-Arten, für die die Blaukrabbe Zwischenwirt ist verursachen normalerweise nur geringe Schäden. Ist der Saugwurm von dem Hyperparasiten Urosporidium crescens befallen, kann dies nach dem Fang der Krabbe zu unappetitlichen schwarzen Verfärbungen führen, die ihren Handelswert mindern.
Der die Kiemen besiedelnde Ciliat Lagenophrys callinectes schädigt die Blaukrabbe bei geringen Dichten kaum, kann aber bei Massenauftreten zum Ersticken führen.

## Fortpflanzung

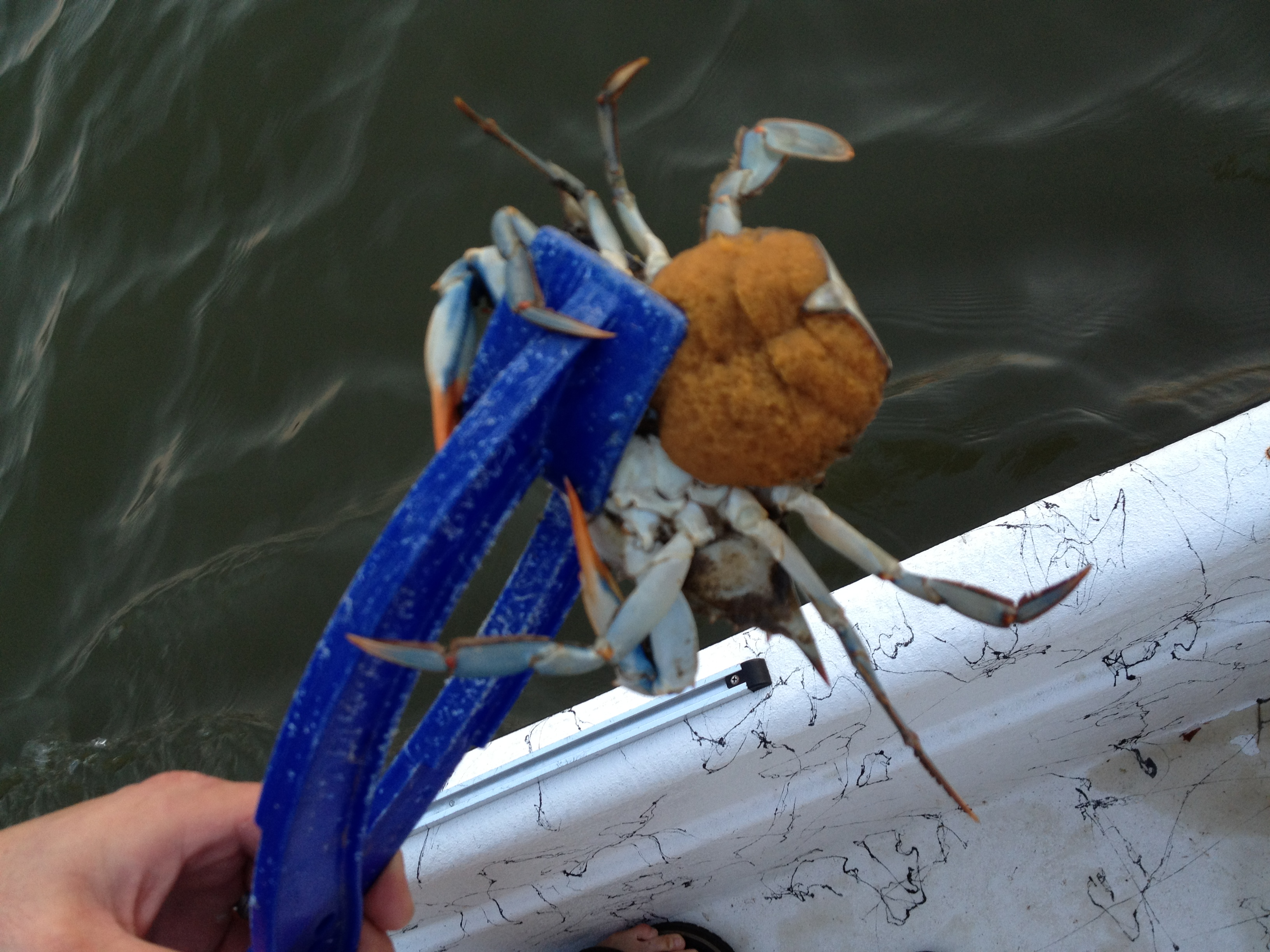
Weibliche Blaukrabbe mit Eiern

Die Blaukrabbe wird mit 12 bis 18 Monaten geschlechtsreif. Die Weibchen paaren sich nur einmal, unmittelbar nach der letzten Häutung, während die Männchen sich öfter paaren.
Nach der Häutung ist die Schale der Tiere für kurze Zeit weich. Diese Zeit nutzt das Männchen, um sich mit dem Weibchen zu paaren. Das Weibchen verfügt über die Fähigkeit das Sperma des Männchens über längere Zeit unter ihrer Schale zu lagern.
Das Weibchen laicht etwa zwei bis neun Monate nach der Paarung. Der Laich besteht aus bis zu zwei Millionen Eiern. Die Laichzeit beginnt im Dezember und endet im Oktober, wobei der Höhepunkt im Frühling und Sommer ist. Nachdem das Weibchen abgelaicht hat, werden die Eier mit dem gelagerten Sperma befruchtet und auf die winzigen Haaranhängsel, die sich auf ihren Bauch befinden, gelegt.
Die Inkubationszeit beträgt etwa 14 Tage. Innerhalb von zwei Monaten durchlaufen die Larven acht Stadien, bevor sie beginnen wie Krabben auszusehen.

## Vorkommen
Die ursprüngliche Heimat der Blaukrabbe ist die Atlantikküste von Nordamerika und Südamerika von Nova Scotia bis Uruguay und im Golf von Mexiko. Heute ist sie als Neozoon in japanischen Gewässern, der Ostsee, Nordsee, dem Mittelmeer, der Adria und im Schwarzen Meer anzutreffen. Wahrscheinlich ist die Krabbe mit dem Ballastwasser von Schiffen eingeschleppt worden.
In Europa wurde die Krabbe erstmals 1901 in Rochefort (Atlantikküste Frankreichs) beobachtet. In der folgenden Zeit festigten sich Bestände auch in der Nordsee zwischen England und Holland. Die erste nachgewiesene Blaukrabbe in Deutschland wurde 1964 an der Außenelbe entdeckt. Darauf wurden einzelne Exemplare 1965, 1990, 1998, 2007 in der Wesermündung und 2008 in Dornumersiel verzeichnet. Im Mittelmeer würde die Art um 1935 eingeführt und ist seit 1955 an der Küste Israels, bei Alexandria und Rhodos und im Golf von Thessaloniki heimisch. Bei Thessaloniki ging die Population jedoch durch Überfischung und Verschmutzung zurück. 2012 wurde die Krabbe im westlichen Mittelmeer nachgewiesen. Experten sind sich jedoch nicht einig, ob das Wachstum der dortigen Populationen auf die Klimakrise zurückzuführen ist. Ein weiter Faktor ist jedoch das Fehlen eines natürlichen Fressfeinds im Mittelmeer. 2014 tauchte die Krabbe in Tunesien und der Adria auf und 2023 wurde sie auch erstmals an der Tibermündung im Tyrrhenischen Meer entdeckt. Ein auf Usedom 2023 gefundenes Exemplar wurde zum ersten Nachweis der Krabbe in der südlichen Ostsee.

## Neozoa-Problematik, wirtschaftlicher Schaden und Nutzen

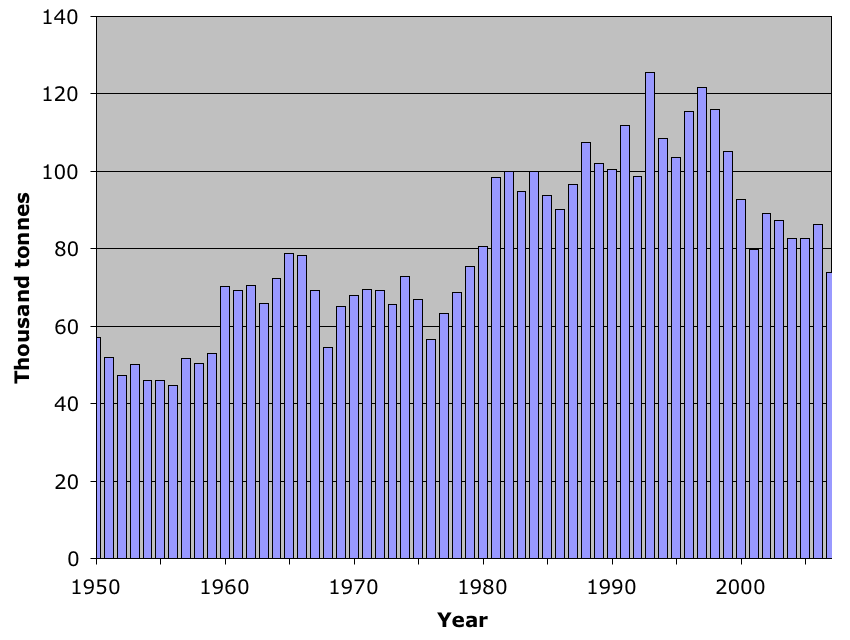
Weltweite Fangquoten 1950–2007

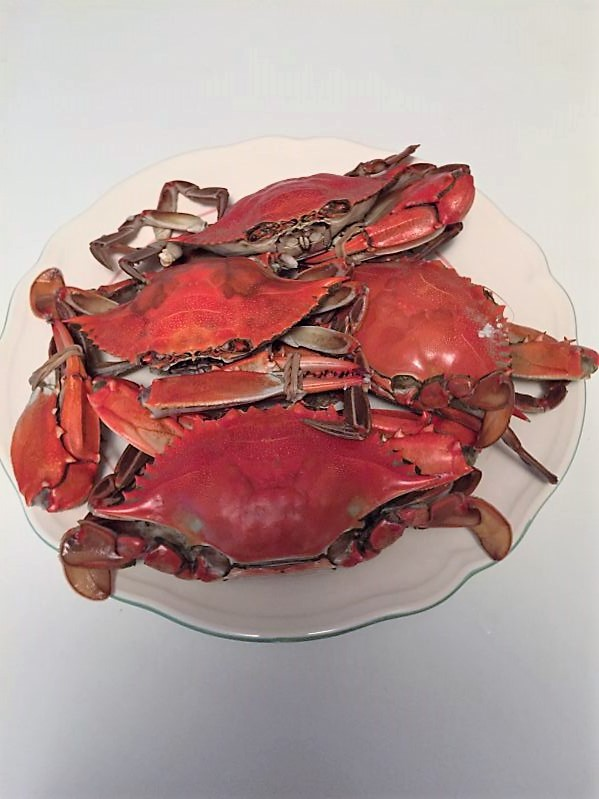
Gekochte Blaukrabben

Blaukrabben gehören im gesamten Bereich der US-Ostküste, aber insbesondere im Bereich der Chesapeake Bay, spätestens seit dem Beginn der europäischen Besiedlung dieser Region zu den wichtigen Arten der Fischerei. Unter anderem wird sie auch in Griechenland kommerziell gefischt. Der jährliche Fang liegt zwischen 3,16 und 5,3 Millionen Kilogramm im Wert von 1.928.000 bis 4.474.000 US$.

### Blaukrabbenplage im Mittelmeer
Seit etwa 2016 steigt die Population im westlichen Mittelmeer, besonders der nördlichen Adria, massiv an. Ihre Ausbreitung und ihr Verzehr von Austern, Venus- und Miesmuscheln und der Schaden, den sie an Fischernetzen hinterlässt, führen zunehmend zu einer wirtschaftlichen Bedrohung der Fischerei und Muschelzucht im Mittelmeer. Durch ihre Nahrungskonkurrenz bedrängt die Krabbe auch bedrohte Tierarten und Ökosysteme, deren Erholung sie auch aktiv hindert, wodurch sie in Zukunft zu einer ökologischen Krise führen könnte.

#### Tunesien
In Tunesien richtete die Blaukrabbe großen Schaden an, nachdem sie dort 2014 erstmals aufgetaucht ist: In dem Land, wo Fischerei und Landwirtschaft 10 % des BIP ausmachen, beschädigte die Krabbe Fischernetze und reduzierte viele heimische Fischbestände, sodass viele Fischer arbeitslos wurden und ihre Boote verkaufen mussten. Hier bekam das Tier nach kurzer Zeit den Beinamen „Daesh“ (benannt nach der Terrororganisation). Zusammen mit der Ernährungs- und Landwirtschaftsorganisation der Vereinten Nationen startete jedoch die tunesische Regierung 2019 ein Projekt zum Fang und Export der Blaukrabbe, wodurch wieder neue Arbeitsplätze in der Fischerei geschaffen werden konnten und ein neuer Markt entstanden ist: Im Jahr 2022 exportierte Tunesien über 8100 t Blaukrabben mit einem Erlös von etwa 33 Millionen Euro. 2024 beschäftigen sich 51 Betriebe mit der Verarbeitung und Handel von Blaukrabben.

#### Kroatien
In der Adria bedroht die Blaukrabbe stark die Biodiversität und bietet besonders bedrohten Seevogelarten starke Nahrungskonkurrenz. Auch die natürlichen Bestände des bereits vom Aussterben bedrohten Europäischen Aal (Anguilla anguilla) in der Neretva sind wegen der Krabbe weiter gesunken. Jedoch zeigt die lokale Bevölkerung wenig Interesse im Fang und Konsum der Krabbenart.

#### Italien
Besonders stark ist Italien betroffen, da das Land Europas größter (und global drittgrößter) Exporteur von Venusmuscheln ist. Dort ist die Krabbe in der ersten Jahreshälfte 2023 plötzlich massenhaft aufgetreten und sorgte für ebenfalls große Schäden. Im Po-Delta litten Züchter von Venus- und Miesmuscheln an Ernteausfällen in einer Höhe von bis zu 50 % und italienischen Fischereiverbänden zufolge habe man durch die Blaukrabbe wirtschaftliche Verluste von 100.000 € am Tag erleiden müssen. Auch in Italien trägt die Krabbe inzwischen einen Beinamen; „Killer der Meere“. Im August 2023 beschloss schließlich die italienische Regierung 2,9 Millionen Euro für die Bekämpfung der Krabbe zu investieren, mit der Begründung, dass sonst der Fang von Austern, Venus- und Miesmuscheln nach dem Jahreswechsel nicht mehr möglich sei. Die Krabben sollen mit Netzen gefangen und darauf verwertet oder auf Mülldeponien entsorgt werden. 2025 investierte der italienische Staat über 10 Millionen Euro zur Bekämpfung der Plage und Subventionierung der Fischerei.

## Unterarten
Tiere aus dem südlichen Teil des Verbreitungsgebiets, von Florida an südwärts, wurden nach brasilianischen Tieren von der Erstbeschreiberin der Art, der Meeresbiologin Mary J. Rathbun als Unterart Callinectes sapidus acutidens beschrieben. Da beide Formen durch Übergänge miteinander verbunden sind und teilweise im selben Habitat nebeneinander leben, wird die Unterart heute in der Regel nicht mehr anerkannt.